# اعلامیه حقوق بشر و برنامه عمل وین
اعلامیه حقوق بشر و برنامه عمل وین (انگلیسی: Vienna Declaration and Programme of Action) (VDPA) بیانیه حقوق بشر است که در ۲۵ ژوئن ۱۹۹۳ با اجماع در کنفرانس جهانی حقوق بشر در وین، اتریش به تصویب رسید. این اعلامیه اصولی را که در طول ۴۵ سال گذشته تکامل یافته و موجب تقویت اساس پیشرفت‌های بیشتر در حقوق بشر گردیده بود، مورد تأیید قرار داد. برای مثال به رسمیت شناختن ارتباط متقابل میان دموکراسی، توسعه و حقوق بشر را هموار نمود و ایجاد موقعیت کمیساریای عالی حقوق بشر سازمان ملل متحد توسط این بیانیه توصیه شده و متعاقباً بر مبنای قطعنامه ۴۸/۱۲۱ مجمع عمومی سازمان ملل متحدایجاد شد.

## محتوا
اعلامیه حقوق بشر و برنامه عمل وین، اعلامیه جهانی حقوق بشر و منشور ملل متحد را دوباره مورد تأیید قرار داد. در مقدمه آن آمده است: «کنفرانس جهانی حقوق بشر، با عنایت و نقش ممتاز تقویت و صیانت حقوق بشر د ر جامعه بین‌المللی و با مغتنم شمردن فرصت استثنایی که کنفرانس حاضر برای انجام تحقیقی همه‌جانبه دربارهٔ نظام حقوق بشر بین‌المللی و ساز و کار حمایت از حقوق بشر، رشد و بالمآل ارتقاء سطح رعایت این حقوق به گونه‌ای منصفانه و متوازن فراهم آورده است، با تأیید و تصدیق این که کلیه حقوق بشر از شان و منزلت ذاتی انسان سرچشمه گرفته و این انسان است که موضوع کانونی حقوق بشر و آزادی‌های اساسی و در نتیجه بهره‌گیرنده اصلی از آنها بوده و باید به گونه‌ای فعال در تحقق این حقوق و آزادی‌ها مشارکت کند، با تأکید بر تعهد خود در قبال اهداف و اصول مندرج در منشور ملل متحد و اعلامیه جهانی حقوق بشر.» در این مقدمه همچنین آمده است: «با استناد به روح عصر ما و واقعیتهای زمانه ما که مردم جهان و همه کشورهای عضو سازمان ملل را فرا می‌خواند تا خود را در وظیفه جهانی ترویج و حمایت از کلیه حقوق بشر و آزادی‌ها به گونه‌ای که از این حقوق به‌طور کامل و جهانی برخوردار شوید …»

## پیگیری
بخش دوم، پاراگراف ۹۹ کنفرانس جهانی حقوق بشر در مورد حقوق بشر توصیه می‌کند که مجمع عمومی، کمیسیون حقوق بشر و سایر ارگان‌ها و آژانس‌های سازمان ملل متحد مرتبط با حقوق بشر راه‌ها و ابزارهایی را برای اجرای کامل بدون تأخیر بررسی کنند. از توصیه‌های مندرج در اعلامیه حاضر، از جمله امکان اعلام یک دهه حقوق بشر سازمان ملل متحد. کنفرانس جهانی حقوق بشر همچنین توصیه می‌کند که کمیسیون حقوق بشر سالانه پیشرفت در این زمینه را بررسی کند.